# Březen 2012
3. března – sobota
- Nejlepším filmem roku 2011 byl v anketě Český lev zvolen film Poupata. Cenu za celoživotní přínos získal Josef Somr.[1]
- Při čelní srážce dvou osobních vlaků u obce Szczekociny v jižním Polsku přišlo o život 16 lidí a dalších více než 50 bylo zraněno, mezi nimi i jeden Čech.[2]

5. března – pondělí
- Již v prvním kole ruských prezidentských voleb získal Vladimir Putin svůj třetí prezidentský mandát a nejvyšší ústavní post má zajištěn minimálně do roku 2018. Putinovo vítězství bylo vyhlášeno po sečtení více než 99 procent volebních protokolů. Získal přibližně 63,75 % hlasů při volební účasti převyšující 65 % ze 108 milionů možných voličů.[3]

6. března – úterý
- Západní část Slovenska zasáhlo zemětřesení o síle 3,4 stupně Richterovy škály, přičemž epicentrum se nacházelo u osady Tomky. Podle prvních informací nebyl nikdo zraněn.[4]

10. března – sobota
- Na Slovensku vyhořel hrad Krásna Hôrka, ležící nedaleko Rožňavy v Košickém kraji. Požár hradu ze 14. století vznikl nejspíše při vypalování suché trávy.[5] Během vyšetřování příčin požáru však bylo zjištěno, že požár založili dva nezletilí chlapci při zapalování cigarety.[6]

11. března – neděle
- Vítězem slovenských parlamentních voleb se stala levicová strana SMER – sociálna demokracia Roberta Fica. Ve 150členném parlamentu obsadí 83 křesel, což jí umožní sestavit jednobarevnou vládu. Pravice utrpěla drtivou porážku, obsadí pouze 67 křesel.[7]

12. března – pondělí
- Na radnici Palazzo Vecchio v italské Florencii byly objeveny stopy po ztracené fresce Bitva u Anghiari, jejímž autorem je Leonardo da Vinci.[8]

13. března – úterý
- Při nehodě belgického autobusu ve švýcarském kantonu Valais zemřelo v podvečerních hodinách 28 lidí, z toho 22 dětí, které se vracely domů po víkendovém lyžařském kurzu. Dalších 24 dětí bylo zraněno, některé z nich vážně. Příčina nárazu autobusu do zdi v tunelu dálnice A9 u města Sierre je stále předmětem vyšetřování policie.[9]
- Ve věku 73 let zemřel francouzský herec Michel Duchaussoy, představitel francouzské nové vlny.[10]

15. března – čtvrtek
- Po celém Česku demonstrovalo několik tisíc lidí za odstoupení vlády a prezidenta republiky. Protesty byly svolány takzvanou holešovskou výzvou.[11]

16. března – pátek
- Ve věku 72 let zemřel český herec Bronislav Poloczek.[12][13][14]

17. března – sobota
- Při zápase Anglického poháru mezi Tottenhamem Hotspur a Boltonem Wanderers zkolaboval třiadvacetiletý záložník Boltonu a mládežnických reprezentačních výběrů Anglie Fabrice Muamba.[15][16][17]

18. března – neděle
- Německé Spolkové shromáždění podle očekávání zvolilo Joachima Gaucka novým spolkovým prezidentem.[18][19][20][21][22]

21. března – středa
- Vláda odsouhlasila přejmenování Letiště Praha-Ruzyně na Letiště Václava Havla-Praha.[23][24][25]

26. března – pondělí
- Hollywoodský filmový režisér, Kanaďan James Cameron jako první na světě sestoupil ve speciální ponorce sám do nejnižší oblasti dna Marianského příkopu v Tichém oceánu. Jeho ponorka Deepsea Challenger dosáhla údajně hloubky 10 898 metrů pod hladinou, kde setrvala po dobu asi tří hodin.[26]

27. března – úterý
- Papež Benedikt XVI. zahájil svoji třídenní návštěvu Kuby. Na letišti v Santiagu de Cuba ho přivítal kubánský prezident Raúl Castro.[27]

29. března – čtvrtek
- Vedení Českého svazu ledního hokeje rozhodlo, že od 1. června povede extraligu místo Asociace profesionálních klubů. Novým šéfem extraligy byl zároveň jmenován Josef Řezníček.[28]

31. března – sobota
- Českou Miss pro rok 2012 se stala Tereza Chlebovská.[29]
- Avizovaný kolaps internetu nenastal. Hackerské hnutí Anonymous chtělo podle svého vyjádření v rámci operace Global Blackout vypnout internet na celém světě. K žádnému většímu výpadku ale nakonec nedošlo. Kromě bezpečnostních expertů na aktivitu na síti dohlížela i mezinárodní policejní organizace Interpol.[30]